# Municipal Waste
Municipal Waste är ett amerikanskt thrash metal-band, bildat år 2000 i Richmond, Virginia. De är kända för sina högljudda och hårda spelningar. 
Bandets debutalbum Waste 'em All gavs ut 2003. De fick skivkontrakt med Earache Records 2005 och spelade in albumet Hazardous Mutation. 2007 släpptes bandets andra studioalbum hos Earache Records, The Art of Partying. Bandets delade album med Crucial Unit, Thrashaholics Unanimous / Untitled från 2002, gavs ut av svenska bolaget Busted Heads Records.

## Medlemmar
Nuvarande medlemmar
- Tony "Guardrail" Foresta – sång (2000–)
- Ryan Waste – gitarr, sång (2000–)
- Philip "Landphil" Hall – basgitarr, bakgrundssång (2004–)
- Dave Witte – trummor (2004–)
- Nick Poulos – gitarr (2016–)

Tidigare medlemmar
- Andy Harris – basgitarr (2001–2004)
- Brendan Trache – trummor (2001–2002)
- Brandon Ferrell – trummor  (2002–2004; död 2016)

## Diskografi
Studioalbum
- 2003 – Waste 'em All
- 2005 – Hazardous Mutation
- 2007 – The Art of Partying
- 2009 – Massive Aggressive
- 2012 – The Fatal Feast
- 2017 – Slime and Punishment

EPs
- 2001 – Municipal Waste
- 2007 – The Art of Partying
- 2012 – Scion Presents: Municipal Waste
- 2012 – Garbage Pack
- 2019 – The Last Rager